# Disfunção sexual
Disfunção sexual refere-se à dificuldade sentida por uma pessoa ou casal durante qualquer estágio da atividade sexual, incluindo desejo, excitação ou orgasmo.
Distúrbios sexuais são usualmente diagnosticados quando são parte importante das alterações da sexualidade de um indivíduo. Podem existir por toda a vida, ser adquiridos devido a experiências de vida ou a patologias clínicas e/ou psiquiátricas. Dificuldades de relacionamento podem levar ao aparecimento de patologias da sexualidade humana e vice-versa. Essas dificuldades podem ou não desencadear ansiedade na pessoa afetada, dependendo do quadro clínico e da visão que a pessoa possui sobre a importância de sexo em sua vida. As alterações da função sexual continuam sendo altamente prevalentes e causadoras de sofrimento. É comum que estas alterações sejam escondidas com muito conflito pela pessoa acometida, ocasionando solidão, ansiedade e sintomas de depressão.
Um histórico sexual detalhado e avaliação da saúde geral e de outros problemas sexuais (se houver) são importantes ao avaliar a disfunção sexual, pois geralmente está correlacionada com outros problemas psiquiátricos, como transtornos de humor, transtornos alimentares e de ansiedade.

## Fases da relação sexual
A relação sexual é dividida em 4 fases:
1. fase do desejo sexual: consiste em fantasias de ter alguma atividade sexual, através de imagens ou sensações corporais a respeito de ato sexual, e o desejo de realizar um ato cuja descarga seja através de genitais. A excitação sexual depende de um histórico satisfatório de relações sexuais prévias;
2. fase da excitação sexual: é acompanhada de alterações do formato e da sensibilidade dos genitais;
3. fase orgástica: corresponde ao ápice do prazer sexual;
4. fase da resolução: ocorre após um ato sexual prazeroso, em que aparece um relaxamento muscular generalizado.

### Disfunções da fase do desejo sexual
Hipoatividade sexual: é a disfunção mais comum dessa fase. Existe tanto em homens quanto em mulheres. A diminuição do desejo é percebida pelo indivíduo acometido como uma falta de desejo sexual pura e simples, por diminuição da realização de atos sexuais ou pela repulsa do parceiro como indivíduo excitante. Ansiedade ou depressão crônica podem diminuir o desejo. Geralmente aparece na adolescência. Ocorre entre 15-20% das pessoas, sendo mais comum em mulheres.
Aversão sexual: é definida como evitação completa de qualquer contato sexual genital com um parceiro. Vergonha, culpa, experiências traumáticas no passado podem causá-la.
Drogas que alteram o desejo sexual: antidepressivos tricíclicos, inibidores seletivos da recaptação da serotonina, benzodiazepínicos, anticonvulsivantes.

### Disfunções da fase da excitação sexual
Transtorno da excitação sexual feminina: é caracterizado pela ausência parcial ou total da lubrificação do intróito vaginal, pela incapacidade de manter o ato sexual até o fim ou pela ausência ou falha de excitação sexual. Geralmente não conseguem obter orgasmo. Ocorre em até 30% das mulheres. A causa geral é a educação fortemente repressora da menina, que percebe sexualidade como similar a perigo.
Transtorno erétil masculino: pode ocorrer desde o começo da vida sexual, aparecer ao longo da vida ou ser situacional. Homens mais jovens tendem a ter menos alteração da ereção do que os mais velhos. As causas são devidas a uma condição médica que altere o fluxo sangüíneo para o pênis, uma diminuição do nível de testosterona sérica ou a causas psicológicas. Ocorre desde uma incapacidade para ter uma ereção até ereção que não se mantém durante o coito, ou uma ereção parcial, que não permite que o pênis seja introduzido na vagina.
Drogas que causam alteração na ereção: antidepressivos tricíclicos, inibidores seletivos da recaptação da serotonina, carbonato de lítio, antipsicóticos.

### Disfunções da fase orgástica
Transtorno orgástico: é mais comum em mulheres, sendo definido como a inibição recorrente do orgasmo. Manifesta-se pela ausência do orgasmo durante um ato sexual em que houve previamente uma fase de excitação satisfatória. Com o aumento da idade, aumenta a prevalência de mulheres que atingem o orgasmo. O homem pode sentir a excitação durante o ato sexual, mas não atingir o orgasmo; pode ejacular, mas não sentir prazer subjetivo ou alívio da tensão sexual concomitante.
Drogas que causam anorgasmia: antidepressivos tricíclicos, inibidores seletivos da recaptação da serotonina, antipsicóticos.
Ejaculação precoce: é mais comum em homens com maior nível de instrução. Caracteriza-se pela ejaculação antes do esperado (usualmente em menos de 2 minutos), sendo normalmente após uma estimulação sexual íntima. É a disfunção sexual mais comum em homens afetando cerca de 30-40% dos mesmos.
Ejaculação retardada: disfunção mais rara mas que afeta ainda assim bastantes homens. É caracterizada pela incapacidade ou extrema dificuldade em atingir a ejaculação

### Outras disfunções sexuais
Dispareunia: é caracterizada por dor ou desconforto durante o ato sexual. Ocorre tanto em homens quanto em mulheres, podendo ser causada por procedimentos cirúrgicos ou quadros de prostatite.
Vaginismo: é uma contração do terço inferior da vagina, que impede a penetração do pênis.

## Tratamento

### Homens
Várias décadas atrás, a comunidade médica acreditava que a maioria dos casos de disfunção sexual estava relacionada a problemas psicológicos. Embora isso possa ser verdade para uma parte dos homens, a grande maioria dos casos atualmente é identificada como tendo uma causa ou correlação física. Se a disfunção sexual tiver um componente ou causa psicológica, a psicoterapia pode ajudar. A ansiedade situacional surge de um incidente anterior ruim ou falta de experiência, e muitas vezes leva ao desenvolvimento de medo em relação à atividade sexual e evitação, o que entra em um ciclo de aumento da ansiedade e dessensibilização do pênis. Em alguns casos, a disfunção erétil pode ser devida a conflitos no casamento. Sessões de aconselhamento conjugal são recomendadas nessa situação.[carece de fontes?]

### Mulheres
Em 2015, a flibanserina foi aprovada nos Estados Unidos para tratar a diminuição do desejo sexual em mulheres. Embora seja eficaz para algumas pessoas, o fármaco tem sido criticado por sua eficácia limitada e possui muitos avisos e contraindicações que limitam o seu uso. Mulheres que experimentam dor durante o ato sexual frequentemente recebem prescrição de analgésicos ou agentes dessensibilizantes; outras recebem prescrição de lubrificantes vaginais. Muitas mulheres com disfunção sexual também são encaminhadas a um terapeuta sexual.